# 雲斑南鰍
雲斑南鰍（學名：Schistura nubigena）為輻鰭魚綱鯉形目條鰍科南鰍屬的其中一種。分布於亞洲緬甸克欽邦邁立開江流域，體長可達3.9公分，棲息在礫石底質河川底層水域，生活習性不明。

## 扩展阅读
維基物種上的相關：雲斑南鰍